# Maman Abdurrahman
Maman Abdurrahman (né le 12 mai 1982 à Jakarta en Indonésie) est un footballeur international indonésien, qui évoluait au poste de défenseur.

## Biographie

### Carrière en sélection
Avec l'équipe d'Indonésie, il joue 26 matchs (pour aucun but inscrit) entre 2006 et 2010. 
Il figure dans le groupe des sélectionnés lors des coupes d'Asie des nations de 2004 et de 2007.